# Alden, New York
Alden är en ort i Erie County i delstaten New York, USA.